# Elleanthus aristatus
Elleanthus aristatus är en orkidéart som beskrevs av Leslie Andrew Garay.
Elleanthus aristatus ingår i släktet Elleanthus och familjen orkidéer. Artens utbredningsområde är Ecuador. Inga underarter finns listade i Catalogue of Life.